# Филзек
Филзек (њем. Vilseck) град је у њемачкој савезној држави Баварска. Једно је од 27 општинских средишта округа Амберг-Зулцбах. Према процјени из 2010. у граду је живјело 6.412 становника. Посједује регионалну шифру (AGS) 9371156.

## Географски и демографски подаци
Филзек се налази у савезној држави Баварска у округу Амберг-Зулцбах. Град се налази на надморској висини од 395–450 метара. Површина општине износи 64,7 km². У самом граду је, према процјени из 2010. године, живјело 6.412 становника. Просјечна густина становништва износи 99 становника/km².